# Roy Rogers
Roy Rogers, acteursnaam van Leonard Franklin Slye, (Cincinnati (Ohio), 5 november 1911 – Apple Valley (Californië), 6 juli, 1998) was een Amerikaanse zanger en cowboyacteur. Hij en zijn vrouw Dale Evans (1912-2001) speelden in honderden films en traden op in The Roy Rogers Show. Voor vele Amerikanen (en niet-Amerikanen) was Rogers de all-American hero.
In 1988 werd hij opgenomen in zowel de Country Music Hall of Fame als America's Old Time Country Music Hall of Fame, en in 1989 in de Western Music Association Hall of Fame. Roy Rogers overleed op 86-jarige leeftijd.

## Bekende nummers
- Tumbling Tumbleweeds
- Way Out There
- Ride Ranger Ride
- Hold That Critter Down
- One More Ride
- That Pioneer Mother Of Mine
- Little White Cross On The Hill
- Hold On Partner (duet met Clint Black)

## Filmografie
| - Slightly Static (1935) - The Old Homestead (1935) - Way Up Thar (1935) - Gallant Defender (1935) - The Mysterious Avenger (1936) - Song of the Saddle (1936) - Rhythm on the Range (1936) - California Mail (1936) - The Big Show (1936) - The Old Corral (1936) - The Old Wyoming Trail (1937) - Wild Horse Rodeo (1937) - The Old Barn Dance (1938) - Under Western Stars (1938) - Billy the Kid Returns (1938) - A Feud There Was (1938) - Come On, Rangers (1938) - Shine On, Harvest Moon (1938) - Rough Riders' Round-up (1939) - Southward Ho (1939) - Frontier Pony Express (1939) - In Old Caliente (1939) - Wall Street Cowboy (1939) - The Arizona Kid (1939) - Jeepers Creepers (1939) - Saga of Death Valley (1939) - Days of Jesse James (1939) - Dark Command (1940) - Young Buffalo Bill (1940) - The Carson City Kid (1940) - The Ranger and the Lady (1940) - Colorado (1940) - Young Bill Hickok (1940) - The Border Legion (1940) - Robin Hood of the Pecos (1941) - Arkansas Judge (1941) - In Old Cheyenne' (1941) - Sheriff of Tombstone (1941) - Nevada City (1941) - Bad Man of Deadwood (1941) - Jesse James at Bay (1941) - Red River Valley (1941) - Man from Cheyenne (1942) - South of Santa Fe (1942) - Sunset on the Desert (1942) - Romance on the Range (1942) - Sons of the Pioneers (1942) - Sunset Serenade (1942) - Heart of the Golden West (1942) - Ridin' Down the Canyon (1942) - Idaho (1943) - King of the Cowboys (1943) | - Song of Texas (1943) - Silver Spurs (1943) - Hands Across the Border (1944) - Cowboy and the Senorita (1944) - The Yellow Rose of Texas (1944) - Song of Nevada (1944) - San Fernando Valley (1944) - Lights of Old Santa Fe (1944) - Hollywood Canteen (1944) - Utah (1945) - Where Do We Go from Here? (1945) - Bells of Rosarita (1945) - The Man from Oklahoma (1945) - Along the Navajo Trail (1945) - Sunset in El Dorado (1945) - Don't Fence Me In (1945) - Song of Arizona (1946) - Rainbow Over Texas (1946) - My Pal Trigger (1946) - Under Nevada Skies (1946) - Roll on Texas Moon (1946) - Home in Oklahoma (1946) - Out California Way (1946) - Heldorado (1946) - Apache Rose (1947) - Bells of San Angelo (1947) - Springtime in the Sierras (1947) - On the Old Spanish Trail (1947) - Pecos Bill (1948) - The Gay Ranchero (1948) - Under California Stars (1948) - Eyes of Texas (1948) - Night Time in Nevada (1948) - Grand Canyon Trail (1948) - The Far Frontier (1948) - Susanna Pass (1949) - Down Dakota Way (1949) - The Golden Stallion (1949) - Bells of Coronado (1950) - Twilight in the Sierras (1950) - Trigger, Jr. (1950) - Sunset in the West (1950) - North of the Great Divide (1950) - Trail of Robin Hood (1950) - Spoilers of the Plains (1951) - Heart of the Rockies (1951) - In Old Amarillo (1951) - South of Caliente (1951) - Pals of the Golden West (1951) - Son of Paleface (1952) - Alias Jesse James (1959) - Mackintosh and T.J. (1975) |